# Hanan al-Shaykh
Hanan al-Shaykh, född den 12 november 1945 i Beirut, är en libanesisk författare, bosatt i London. Hon arbetade som journalist i Beirut mellan 1966 och 1975, och gick därefter över till att skriva skönlitteratur.
al-Shaykh behandlar i sina böcker bland annat identitetsproblem i skärningspunkten mellan traditionella och nya, västinspirerade värderingar. Hon skriver på arabiska, men hennes böcker är översatta till ett flertal språk. På engelska föreligger bland annat The Story of Zahra (1980, på engelska 1986), Women of Sand and Myrrh (på engelska 1990), Beirut Blues (på engelska 1996) och Only in London (på engelska 2000). På svenska finns Beirut Blues (1997) och Kvinnorna från myrrans land (1998), båda på Alhambra förlag.